# 永久輝せあ
永久輝 せあ（とわき せあ、8月8日 - ）は、宝塚歌劇団花組に所属する男役。花組トップスター。
東京都世田谷区、白百合学園高等学校出身。身長170cm。愛称は「ひとこ」。

## 来歴
2009年、宝塚音楽学校に首席入学。
2011年、音楽学校卒業後、宝塚歌劇団に97期生として入団。入団時の成績は6番。星組公演「ノバ・ボサ・ノバ／めぐり会いは再び」で初舞台。
2012年、組まわりを経て雪組に配属。
2015年、早霧せいな・咲妃みゆトップコンビ大劇場お披露目となる「ルパン三世」で、新人公演初主演。入団4年目、97期から初の新人公演主演者誕生となった。その後も4度に渡って新人公演主演を務める。
2017年の「New Wave!-雪-」で、月城かなととバウホール公演ダブル主演。
2019年の「PR×PRince」でバウホール公演単独初主演。同年11月11日付で花組へと組替え。
2022年の「冬霞の巴里」（ドラマシティ・東京建物 Brillia HALL公演）で、東上公演初主演。続く「巡礼の年／Fashionable Empire」より花組新3番手に昇格。
2023年の「鴛鴦歌合戦／GRAND MIRAGE!」より花組新2番手となる。続く「激情／GRAND MIRAGE!」で全国ツアー公演初主演。
2024年5月27日付で花組トップスターに就任。97期から初のトップスター誕生となった。相手役に星空美咲を迎え、同年の「ドン・ジュアン」（御園座公演）でトップコンビお披露目。

## 人物
4歳からバレエを習い、中学3年の時に級友から「ベルサイユのばら」のDVDを借り、宝塚を知った。しばらくは趣味として楽しんでいたが、高校2年の時、宝塚の舞台を初めて観て「ここに立ちたい」と思い、音楽学校受験を決意した。
誕生日が天海祐希と同じで、宝塚初観劇は朝海ひかるの舞台だった。そのため「海に縁がある」と、芸名を「SEA=せあ」に決めた。
新人公演では計5回、早霧せいなの役を演じた。

## 主な舞台

### 初舞台
- 2011年4 - 5月、星組『ノバ・ボサ・ノバ』『めぐり会いは再び』（宝塚大劇場のみ）

### 組まわり
- 2011年6 - 9月、花組『ファントム』 - 団員男
- 2011年11 - 2012年2月、星組『オーシャンズ11』

### 雪組時代
- 2012年3 - 5月、『ドン・カルロス』 - 新人公演：デュアルテ（本役：煌羽レオ）『Shining Rhythm!』
- 2012年7 - 8月、『フットルース』（梅田芸術劇場・博多座）
- 2012年10 - 12月、『JIN-仁-』 - 翔和輝衛門、新人公演：千吉（本役：夢乃聖夏）『GOLD SPARK!-この一瞬を永遠に-』
- 2013年2月、『若き日の唄は忘れじ』 - 北村『Shining Rhythm!』（中日劇場）
- 2013年4 - 7月、『ベルサイユのばら-フェルゼン編-』 - 小公子、新人公演：アラン・ド・ソワソン（本役：彩風咲奈）
- 2013年8 - 9月、『春雷』（バウホール） - ヤン
- 2013年11 - 2014年2月、『Shall we ダンス?』 - ダンサー、新人公演：レオン（本役：彩風咲奈）『CONGRATULATIONS 宝塚!!』
- 2014年3 - 4月、『心中・恋の大和路』（ドラマシティ・日本青年館） - 庄介
- 2014年6 - 8月、『一夢庵風流記 前田慶次』 - 新人公演：奥村助右衛門（本役：早霧せいな）『My Dream TAKARAZUKA』[4]
- 2014年10 - 11月、『パルムの僧院-美しき愛の囚人-』（バウホール） - クレサンジ公爵
- 2015年1 - 3月、『ルパン三世 -王妃の首飾りを追え!-』 - バルナーヴ、新人公演：ルパン三世（本役：早霧せいな）『ファンシー・ガイ!』 新人公演初主演[8][4]
- 2015年5 - 6月、『アル・カポネ-スカーフェイスに秘められた真実-』（ドラマシティ・赤坂ACTシアター） - ベン・ヘクト
- 2015年7 - 10月、『星逢一夜（ほしあいひとよ）』 - 汐太、新人公演：源太（本役：望海風斗）『La Esmeralda（ラ エスメラルダ）』
- 2015年11 - 12月、『哀しみのコルドバ』 - フェリーぺ・マルティン『La Esmeralda（ラ エスメラルダ）』（全国ツアー）
- 2016年2 - 5月、『るろうに剣心』 - 剣心の影／池田小三郎、新人公演：緋村剣心（本役：早霧せいな） 新人公演主演[8][6]
- 2016年6 - 7月、『ドン・ジュアン』（KAAT神奈川芸術劇場・ドラマシティ） - ラファエル
- 2016年7月、『Bow Singing Workshop〜雪〜』（バウホール）
- 2016年10 - 12月、『私立探偵ケイレブ・ハント』 - ライアン、新人公演：ケイレブ・ハント（本役：早霧せいな）『Greatest HITS!』 新人公演主演[8][6]
- 2017年2月、『New Wave!-雪-』（バウホール） バウW主演[8][9]
- 2017年4 - 7月、『幕末太陽傳（ばくまつたいようでん）』 - 倉造息子清七／代役：息子徳三郎（本役：彩風咲奈）[注釈 1][16]、新人公演：居残り佐平次（本役：早霧せいな）『Dramatic “S”!』 新人公演主演[6][17]
- 2017年8 - 9月、『CAPTAIN NEMO』（日本青年館・ドラマシティ） - シリル
- 2017年11 - 2018年2月、『ひかりふる路（みち）〜革命家、マクシミリアン・ロベスピエール〜』 - フィリップ・ル・バ、新人公演：カミーユ・デムーラン（本役：沙央くらま）『SUPER VOYAGER!』
- 2018年3 - 4月、『義経妖狐夢幻桜（よしつねようこむげんざくら）』（バウホール） - ヨリトモ
- 2018年6 - 9月、『凱旋門』 - ローゼンフェルト『Gato Bonito!!』
- 2018年11 - 2019年2月、『ファントム』 - セルジョ／若かりし頃のキャリエール
- 2019年3 - 4月、『PR×PRince』（バウホール） - ヴィクトル バウ主演[9][6]
- 2019年5 - 9月、『壬生義士伝』 - 沖田総司『Music Revolution!』
- 2019年10 - 11月、『はばたけ黄金の翼よ』 - ジュリオ・デル・カンポ『Music Revolution!』（全国ツアー）

### 花組時代
- 2020年1月、『DANCE OLYMPIA』（東京国際フォーラム） - スミス
- 2020年7 - 11月、『はいからさんが通る』 - 高屋敷要[3]
- 2021年1 - 2月、『NICE WORK IF YOU CAN GET IT』（東京国際フォーラム・梅田芸術劇場） - アイリーン・エヴァグリーン[3]
- 2021年4 - 7月、『アウグストゥス-尊厳ある者-』 - ブルートゥス『Cool Beast!!』 初エトワール
- 2021年8 - 9月、『哀しみのコルドバ』 - リカルド・ロメロ『Cool Beast!!』（全国ツアー）
- 2021年11 - 2022年2月、『元禄バロックロック』 - クラノスケ『The Fascination（ザ ファシネイション）!』
- 2022年3 - 4月、『冬霞（ふゆがすみ）の巴里』（ドラマシティ・東京建物 Brillia HALL） - オクターヴ 東上初主演[11][7]
- 2022年6 - 9月、『巡礼の年〜リスト・フェレンツ、魂の彷徨〜』 - ジョルジュ・サンド『Fashionable Empire』[12]
- 2022年10 - 11月、『フィレンツェに燃える』 - オテロ・ダミーコ『Fashionable Empire』（全国ツアー）
- 2023年1 - 3月、『うたかたの恋』 - フェルディナンド大公『ENCHANTEMENT（アンシャントマン）-華麗なる香水（パルファン）-』
- 2023年4 - 5月、『二人だけの戦場』（梅田芸術劇場・東京建物 Brillia HALL） - クリフォード・テリジェン[18]
- 2023年7 - 10月、『鴛鴦歌合戦（おしどりうたがっせん）』 - 峰沢丹波守『GRAND MIRAGE!』[13]
- 2023年11 - 12月、『激情』 - ドン・ホセ『GRAND MIRAGE!』（全国ツアー） 全国ツアー初主演[14]
- 2024年2 - 5月、『アルカンシェル』 - フリードリッヒ・アドラー[19]

### 花組トップスター時代
- 2024年7 - 8月、『ドン・ジュアン』（御園座） - ドン・ジュアン トップお披露目公演[15]
- 2024年9 - 2025年1月、『エンジェリックライ』 - アザゼル『Jubilee（ジュビリー）』 大劇場トップお披露目公演[20]
- 2025年3月、『マジシャンの憂鬱』- シャンドール『Jubilee（ジュビリー）』（博多座）[21]
- 2025年6 - 9月、『悪魔城ドラキュラ』 - アルカード『愛, Love Revue!』[22]
- 2025年11 - 12月、『Goethe!』（東京国際フォーラム・梅田芸術劇場）[23]
- 2026年2 - 5月、『蒼月抄（そうげつしょう）－平家終焉の契り－』『EL DESEO（エル・デセーオ）』[24]

## 出演イベント
- 2013年9月、早霧せいなディナーショー『SS』[25]
- 2015年12月、タカラヅカスペシャル2015『New Century，Next Dream』
- 2017年12月、タカラヅカスペシャル2017『ジュテーム・レビュー-モン・パリ誕生90周年-』
- 2018年5月、『凱旋門』前夜祭
- 2018年12月、タカラヅカスペシャル2018『Say! Hey! Show Up!!』
- 2019年12月、タカラヅカスペシャル2019『Beautiful Harmony』
- 2025年12月、『TAKARAZUKA FANtastic Christmas in UMEDA』（梅田芸術劇場）

## TV出演
- 2019年7月、フジテレビ『2019 FNSうたの夏まつり』

## 広告・CM出演
- 2015年、『エアウィーヴ』[26][8]
- 2019年11月 - 、『三井住友カードVJAグループ』[17]

## 受賞歴
- 2017年、『宝塚歌劇団年度賞』 - 2016年度新人賞[27]
- 2021年、『宝塚歌劇団年度賞』 - 2020年度努力賞[28]
- 2024年、『宝塚歌劇団年度賞』 - 2023年度努力賞[29]